# Leo Burnett (agenzia pubblicitaria)
La Leo Burnett Worldwide è una tra le agenzie pubblicitarie più importanti del mondo. Dall'anno 2002 fa parte della multinazionale Publicis Groupe. Dal 2025, l'agenzia è stata fusa con Publicis Worldwide, appartenente alla stessa proprietà, dando vita a Leo.

## Storia
L'agenzia nasce a Chicago il 5 agosto del 1935 e prende il nome dal proprio fondatore, Leo Burnett. Negli anni apre filiali a New York (1941), Los Angeles (1946), Toronto (1952) e Montréal (1959), diventando una delle principali agenzie di pubblicità americane.
Nel 1969 acquisisce la storica agenzia pubblicitaria inglese London Press Exchange, e ciò gli permette di estendere il proprio mercato all'Europa e all'Africa. L'anno successivo acquisisce l'agenzia Jackson Wain di Sydney, e ciò gli permette di estendere il proprio mercato anche all'Oceania e all'Asia. 
Il quadro di espansione che mira a rendere la Leo Burnett un network mondiale viene ulteriormente sviluppato a partire dai primissimi anni ottanta. Nel 1980 vengono acquisite alcune agenzie del nord Europa, tra le quali la tedesca Lürzer, Conrad (in particolare uno dei fondatori di questa agenzia, Michael Conrad, diventerà direttore creativo della Burnett negli anni novanta). Nel 1981, grazie ad una collaborazione con la Homsy & Chehab, viene esteso il raggio d'azione al Medioriente. Nel 1991 la Leo Burnett apre filiali nell'est Europa, e l'anno successivo in Cina. Nel 1997 acquista il 49% dell'agenzia pubblicitaria londinese BBH (Bartle Bogle Hegarty).

Nel 1999 viene creata la Starcom, dipartimento media della Leo Burnett.
Sempre nel 1999 viene costituito il Leo Group che comprende, oltre alla Leo Burnett, la neonata Starcom, la quota della BBH, e altre compagnie minori. Tale gruppo andrà a costituire il Bcom3 nel 2000, conseguentemente alla fusione col gruppo della MacManus e ad una partecipazione della Dentsu (pari ad una quota del 20%). A sua volta il Bcom3 confluirà nel Publicis Groupe nel 2002.

## La filosofia pubblicitaria di Leo Burnett
La filosofia creativa che ha ispirato una parte significativa della produzione pubblicitaria della Burnett (o perlomeno le pubblicità più celebri), è quella del cosiddetto "tocco comune". Ad esempio, spesso, sono state impiegate in qualità di testimonial persone normali, ordinarie, nelle quali chiunque potesse identificarsi. Oppure sono stati utilizzati elementi come il gusto della vita all'aria aperta, come nel caso delle pubblicità delle sigarette Marlboro.
Leo Burnett (1892-1971) sosteneva che la pubblicità, per quanto inevitabilmente ingannevole, deve perlomeno sforzarsi di parlare in maniera semplice. Una buona pubblicità deve essere diretta, credibile, e accompagnata dallo stimolo emotivo del calore.
Per poter trasmettere questo "tocco comune" è necessario individuare la "forza intrinseca" ("Inherent Drama") di un prodotto, ossia la caratteristica per la quale un produttore si è preso la briga di fabbricare e mettere in commercio un prodotto nonché la caratteristica per la quale qualcuno dovrebbe acquistare tale prodotto. Leo Burnett sosteneva che la "forza intrinseca" deve emergere in maniera naturale, senza ricorrere a trucchi, quali ad esempio freddi elenchi di fatti, giochi di parole, iperboli, eccetera. Una volta trovata la "forza intrinseca" va comunicata in maniera semplice, realistica e calda.

## Esposizioni d'arte
L'agenzia Leo Burnett è stata più volte curatrice di primarie mostre internazionali, tra cui l'esposizione di Losanna (Svizzera) del 2001 con protagonista il pittore italiano Umberto Pettinicchio e il fotografo Steve McCurry.

## Principali pubblicità

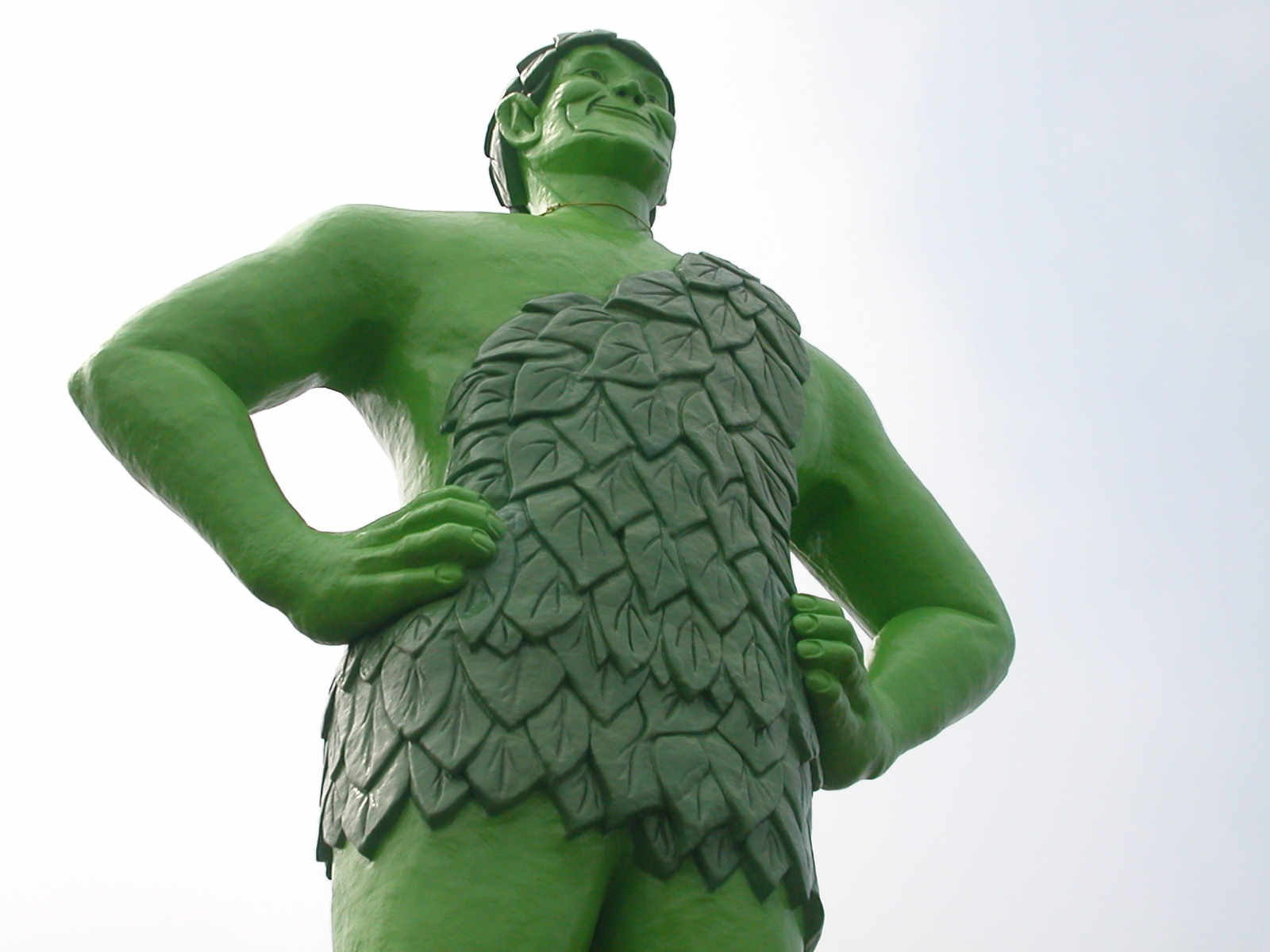
Leo Burnett. Il Gigante Verde della Minnesota Valley Canning Company.

- 1936 - Campagna pubblicitaria per i piselli della Minnesota Valley Canning Company con l'invenzione del Gigante Verde come testimonial.
- 1938 - Campagna pubblicitaria per il granturco della Minnesota Valley Canning Company con le illustrazioni di Norman Rockwell.
- 1940 circa - Pubblicità per i Kellogg's Rice Krispies («Snap! Crackle! and Pop!»).
- 1944 - Annunci pubblicitari per l'American Meat Institute con la carne rossa su fondo rosso (fotografie di Isham Williams).
- 1947 - Campagna pubblicitaria per il preparato per dolci della Pillsbury (fotografie di Isham Williams).
- 1952 - Design delle nuove scatole dei Kellogg's  Corn Flakes, col logotipo in alto a sinistra.
- 1952 - Pubblicità per i Kellogg's  Sugar Frosted Flakes con l'invenzione della Tigre Tony come testimonial («Sono Gr-r-randi!»).
- 1955 circa - Campagna pubblicitaria della Marlboro, col cowboy in qualità di testimonial (il "Marlboro Man" è considerato una delle icone più pregnanti create dal mondo della pubblicità[5][6][7]).
- 1960 - Campagna pubblicitaria per la zuppa al pomodoro della Campbell's.
- 1961 - Campagna pubblicitaria per la lavatrice Maytag, con la signora Ray Crookston e la sua numerosa prole in qualità di testimonial.
- 1965 - Campagna pubblicitaria per l'impasto per il pane della Pillsbury con l'invenzione di Poppin' Fresh il "Doughboy"[8] come testimonial. Negli corso degli anni Poppin' Fresh arriverà ad essere il protagonista di circa 600 spot pubblicitari.
- 1978 - Pubblicità per il Times, col topo che sta per mangiare il formaggio di una tagliola e il titolo dell'annuncio che domanda «hai mai desiderato d'essere informato meglio?».
- 1978 - Annuncio pubblicitario dell'acqua Perrier («Eau-la-la»[9]).
- 1979 - Annuncio pubblicitario dell'acqua Perrier («H2 Eau»).
- 1987 - Spot TV del detersivo Cheer della Procter & Gamble, con l'attore comico JoBe Cerny in qualità di testimonial (e che già aveva dato la voce al "Doughboy" della Pillsbury).
- 1999 - Design delle nuove bottigliette del ketchup Heinz, ciascuna con un'etichetta diversa e con scritte frasi del tipo: «Non può esser d'aiuto ai broccoli» oppure «Istruzioni: mettere sul cibo».
- 2005 - Poster per il nuovo frappé di McDonald's ultra solido, con raffigurato un bicchiere capovolto e la cannuccia che coincide col palo che sostiene il poster.